# Ferrovia Foggia-Lucera
La ferrovia Foggia-Lucera è una linea  a semplice binario della Puglia, elettrificata, di importanza regionale; chiusa al traffico passeggeri nel 1967 dalle Ferrovie dello Stato, è stata riattivata il 14 luglio 2009 dalle Ferrovie del Gargano, impresa che vi opera in qualità sia di gestore dell'infrastruttura sia di impresa ferroviaria.

## Storia
La storia della breve ferrovia, tra Foggia e Lucera, affonda le sue radici in tutta una serie di progetti approntati sin dal tempo della dominazione borbonica, ma mai realizzati del tutto, allo scopo di congiungere i due mari Tirreno e Adriatico. La ferrovia infatti avrebbe dovuto essere solo il primo tronco della linea per Campobasso dalla quale avrebbe proseguito per Napoli e Roma. La tratta fu inaugurata il 31 luglio 1887, ma i lavori successivi si arenarono e solo molti anni dopo, abbandonato il progetto di prosecuzione, in ragione del quale la stazione di Lucera era stata costruita del tipo passante, si pensò di costruire un prolungamento di 600 metri fino a Porta Troia con una curva strettissima e una rampa del 61 per mille ad aderenza naturale. In origine la tratta non prevedeva fermate intermedie, che vennero realizzate solo nel 1902.
A causa della pendenza estremamente ripida che metteva a dura prova le locotender del gruppo 816, a partire dal 1935 l'esercizio viaggiatori venne svolto da due automotrici del tipo ALn 556 accoppiate. L'esercizio venne sospeso per qualche anno durante la seconda guerra mondiale e riprese regolarmente nel 1947. Il traffico viaggiatori si mantenne sempre elevato al punto che le due automotrici si rivelavano insufficienti; data però la conformazione delle banchine della fermata di Lucera Città, non era possibile aumentarne la composizione. Le FS, da parte loro, non ritennero di investire per l'ammodernamento degli impianti e il 5 ottobre 1967, in seguito ad autorizzazione accordata con D.M. 4 luglio 1967, n. 4141, la tratta fu chiusa al traffico viaggiatori (mantenendo quello merci in regime di raccordo) e sostituita con servizio di autobus.
Nei primi anni del XXI secolo da più parti si è concretizzata la volontà di ripristino del servizio ferroviario dato che il traffico su strada aveva raggiunto livelli e percorrenze insostenibili; un progetto ha stimato che il ripristino avrebbe tolto oltre cento autobus dalle strade abbattendo la percorrenza dai 45 minuti medi su strada a solo 17 minuti per ferrovia. Un finanziamento statale in base alla Legge 211/1992 e uno relativo al piano 1994/1999 delle opere pubbliche della Regione Puglia ha permesso la ricostruzione e l'attrezzamento tecnologico della tratta, la cui proprietà e gestione è stata rilevata dalle Ferrovie del Gargano. Il servizio ferroviario in pre-esercizio è ripreso a fine del 2008. La prima corsa dimostrativa con il nuovo elettrotreno FLIRT è avvenuta il 20 gennaio 2009. Sono stati ordinati 9 elettrotreni FLIRT per il servizio passeggeri sulla rete esercita dalle FdG. Il servizio è stato aperto al pubblico il 14 luglio 2009.

## Caratteristiche
La breve linea, della lunghezza complessiva di poco più di 19 km, venne realizzata a semplice binario e con trazione a vapore. Il percorso era in ascesa massima del 13 per mille. Il solo raccordo terminale costruito in seguito per raggiungere il centro di Lucera città superava ampiamente tale valore raggiungendo il 61 per mille. Vennero costruite due fermate intermedie prive di segnali e di scambi. Lo scalo di Lucera venne dotato di sagoma limite, ponte a bilico da 40 t per la pesatura dei carri e di piattaforma girevole per la giratura delle locomotive. Dal 1967, in seguito alla chiusura, la linea ha funzionato solo come raccordo merci e le stazioni sono state chiuse.
La decisione di riattivarla, presa alla fine degli anni novanta, ha comportato la ricostruzione della linea con la sostituzione integrale dell'armamento ora costituito da rotaie UNI50 saldate e montate su traverse in cemento precompresso; la linea è stata elettrificata a corrente continua a 3.000 volt con catenaria di tipo unificato RFI e palificazione tipo LS. È stata eliminata la bretella terminale urbana fino a Porta Troia perché non suscettibile di ampliamento e penalizzante per l'eccessiva pendenza stabilendo come stazione terminale quella passante di Lucera, anche in funzione di un ipotizzato prolungamento fino a Campobasso. La gestione è delle Ferrovie del Gargano che eserciscono il traffico della linea mediante CTC con Dirigente Centrale Operativo con sede a San Severo.

### Percorso
| Continuation backward |

| Unknown route-map component "CONTgq" | Unknown route-map component "ABZg+lr" | Unknown route-map component "CONTfq" |

| Station on track |

| Unknown route-map component "CONTgq" | Unknown route-map component "xABZgr" |  |

| Unknown route-map component "exHST" |

| Unknown route-map component "exHST" |

| Unknown route-map component "exHST" |

| Unknown route-map component "exSTR+l" | Unknown route-map component "exABZgr" |  |

| Unknown route-map component "exSTR" | Unknown route-map component "exKBHFe" |  |

| Unknown route-map component "exKHSTe" |

| Continuation backward |

| Unknown route-map component "CONTgq" | Unknown route-map component "ABZg+lr" | Unknown route-map component "CONTfq" |

| Station on track |

| Unknown route-map component "CONTgq" | Unknown route-map component "ABZgr" |  |

| Unknown route-map component "eHST" |

| Stop on track |

| Non-passenger station/depot on track |

| Unknown route-map component "eHST" |

| Stop on track |

| End station |